# Eduard Stibor
Eduard Stibor (* 22. Juni 1900 in Prag; † im 20. oder 21. Jahrhundert) war ein tschechoslowakischer Schwimmer und Wasserballspieler.

## Karriere
Stibor nahm 1920 an den Olympischen Spielen in Antwerpen teil. Hier scheiterte er in den Wettbewerben über 200 m und 400 m Brust jeweils als Fünfter seines Vorlaufs an der Halbfinalqualifikation. Mit der tschechoslowakischen Wasserballmannschaft erreichte er den elften Rang.